# SOULM8TE
Série M3GAN
M3GAN 2.0
(2025)
Pour plus de détails, voir Fiche technique et Distribution.
SOULM8TE (typographié SOULM8TΞ et se prononçant Soulmate) est un thriller érotique de science-fiction américain réalisé par Kate Dolan et dont la sortie est prévue en 2026.
Il s'agit d'un spin-off du film M3GAN (2022) et du troisième film de la franchise du même nom. Il suit un homme (David Rysdahl) qui acquiert une poupée (Lily Sullivan) dotée d'une intelligence artificielle afin de combler un manque affectif à la suite du décès de sa femme.

## Fiche technique
Sauf indication contraire, les informations mentionnées dans cette section peuvent être confirmées par la base de données cinématographiques IMDb,  présente dans la section « Liens externes ».
- Titre original : SOULM8TE
- Réalisation : Kate Dolan
- Scénario : Kate Dolan, d'après une histoire écrite par Ingrid Bisu et James Wan
- Direction artistique : Gillian Jonker
- Décors : Susie Cullen
- Costumes : Gwen Jeffares Hourie
- Photographie : Narayan Van Maele
- Montage : John Cutler
- Production : Jason Blum et James Wan
- Production déléguée : Ingrid Bisu, Michael Clear, Macdara Kelleher, John Keville, Judson Scott et Allison Williams
- Sociétés de production : Atomic Monster et Blumhouse Productions
- Société de distribution : Universal Pictures
- Pays de production :  États-Unis
- Langue originale : anglais
- Format : couleur
- Genres : science-fiction, thriller érotique
- Dates de sortie : Dates sujettes à modification
  - France : 7 janvier 2026
  - États-Unis et Canada : 9 janvier 2026

## Distribution
- Lily Sullivan
- David Rysdahl
- Claudia Doumit
- Oliver Cooper (en)
- Steve Chusak
- Ossian Perret
- Emma Ramos
- Isabelle Bonfrer
- Robert Ashe
- Jon Tarcy
- Harleen Sahota
- Charlie Kranz

## Production

### Développement
En juin 2024, Universal Pictures annonce qu'un spin-off du film M3GAN est en développement, parallèlement à la production du deuxième volet, M3GAN 2.0. Le studio dévoile que ce dernier sera un thriller érotique réalisé et écrit par Kate Dolan d'après une histoire écrite par Ingrid Bisu et James Wan.

### Attribution des rôles
En août 2024, Lily Sullivan et David Rysdahl signent pour interpréter les deux personnages principaux du film. Ils sont rejoint par Claudia Doumit quelques jours plus tard.

### Tournage
Le tournage débute en août 2024 et se termine le 7 novembre 2024.